# Gran Premio motociclistico della FIM
Il Gran Premio motociclistico della FIM è stato un appuntamento del motomondiale.
L'evento si è svolto solamente nel 1993, sul circuito permanente del Jarama, in Spagna. Questa unica edizione è stata organizzata in sostituzione del Gran Premio motociclistico del Sudafrica, previsto il 3 ottobre di quell'anno sul circuito di Kyalami come ultima prova della stagione e annullato a luglio a causa di problemi finanziari degli organizzatori e per la situazione di instabilità politica nel Paese; successivamente il tracciato posto vicino a Madrid è stato accettato per ospitare l'ultima gara dell'anno, la cui data fu fissata per il 26 settembre.

## Albo d'oro
| Anno | Circuito | 125cc                   | 250cc                   | 500cc                | Sidecar                         | Resoconto |
| ---- | -------- | ----------------------- | ----------------------- | -------------------- | ------------------------------- | --------- |
| 1993 | Jarama   | Ralf Waldmann (Aprilia) | Tetsuya Harada (Yamaha) | Alex Barros (Suzuki) | Biland-Waltisperg (LCR-Krauser) | Resoconto |